# Три сестри (драма)
«Три сестри» — п'єса (драма) письменника Антона Чехова 1900 року.

## Формальні ознаки
П'єса має чотири дії. Сворена Антоном Павловичем Чеховим 1900 року і була замовленням на нову п'єсу від керівництва Московського Художнього театру. Вперше оприлюднена в російськомовному журналі «Русская мысль», число 2 від 1901 року. Окреме видання вийшло зі змінами і виправленнями того ж року у видавництві Адольфа Федоровича Маркса.

## Передісторія
Чехов як письменник старанно працював зі словом. Відчуття слова, його так би мовити смак, хвилювали його все життя. Мимоволі як автор він виводив письменників у власних творах і наділяв їх властивостями, притаманними йому самому. Досить згадати розмову двох близьких до літератури персонажів «Чайки», де жваво обговорюються блиск скляного уламка при освітленні місяцем.
Про неабияке відчуття слова свідчать і перші гумористичні оповідання Чехова доби Чехонте.
Письменник роками працював із кишеньковими книжками, куди постійно заносив то влучний вислів, то сюжет для невеликого оповідання. Перші натяки на сюжет, що буде покладений у основу п'єси «Три сестри», знайдений у кишенькових книжках письменника ще за кінець 1898 і початок 1899 років. При отриманні замови на нову виставу він і використав ті первісні нотатки.
«Три сестри» — не перша робота для Московського художнього театра. Їй передували «Чайка» та «Дядя Ваня». Всі три були творами не на історичні теми якогось минулого, а на теми сучасності доби Чехова і доби Московського художнього театра.

## Можливі прототипи
Про гострий зір письменника і його аналітику згадувала знайома Чехова його останніх років, тоді молода театральна актриса Тетяна Щепкіна-Купернік і непоганий перекладач з французької. Перегляд вистави «Чайка» переконав Щепкіну-Купернік, що ексцентрична сорокарічна актриса Аркадіна, що збиралась грати вісінадцятирічне дівчисько, навіяна Антону Чехову ексцентричною поведінкою актриси Яворської, подруги самої Тетяни Щепкіної-Купернік.
Логічно, що якісь прототипи були і у головних персонажів «Трьох сестер». Цікаво, що при цьому майже ніхто не згадує їх брата, Андрія Прозорова, слабкодухого чоловіка пані Наталі, що покладе життя на відвоювання будинку у сестер і їх неупинне виживання геть з їх же дому.
В оточенні Чехова було декілька людей, близьких до літератури (письменник Потапенко) чи до театра (актриси театра Корша, актори Художнього театра), тому писати «Чайку» було дещо легко. Знав Чехов і акторів-аматорів, що створювали вистави у дачних поселеннях чи у дворянських садибах влітку. Фантазійну п'єсу якраз і дивляться гості в саду помешкання акторки Аркадіної, котру створив її син.
Створення «Трьох сестер» далося Чехову важко, бо він виводив на сцену провінційних баришень, доньок генерала і їх знайомців, офіцерів російського полку. У власному листі до Максима Горького 16 жовтня 1900 року Антон Чехов писав 
| Надто важко було створювати «Трьох сестер». Адже три героїні, кожна мала бути на власний взірець (тобто зі своїм характером), всі три — генеральські доньки [3]. |
Брату Чехова, Михайлу, події у п'єсі нагадали перебування артилеристів у місті Воскресенськ під час перебування там Антона Чехова 1884 року. Чехов тобі був знайомцем командира артилеристів , полковника Б. Маєвського, в помешканні котрого збиралось місцеве поважне і освічене товариство. В п'єсі, однак, діють діти генерала, що перебувають у якомусь губернському місті, але добре пам'ятають Москву, котра з часом стане для них мрією, нереальним містом, уособленням чогось кращого і бажаного. Поручик батареї, дехто Єгоров, що теж відвідував будинок Маєвського, нагадував барона Тузенбаха, виведеного у виставі.
Зрозуміло, що праця над твором привносила нові повороти сюжету і нових персонажів. Сварка між Солоним та Тузенбахом дуже нагадувала реальну офіцерську дуель у місті Таганрог, що відбулась наприкінці 1880-х років, учасниками котрої якраз і були барон Г. Ферзен, на той час у відставці, та
офіцер-артилерист дехто С. Н. Джапаридзе.

## Публікація
Тим часом за нову п'єсу Чехова боролися кілька видань: редактори журналу «Життя», не знаючи до пуття, про що йде мова — про повість чи драму, домагалися права першої публікації; Сергій Дягілєв, в той час редактор «Щорічника імператорських театрів», писав драматургу, що мріє помістити «Трьох сестер» в своєму журналі для додання йому «більшої літературності і свіжості». Чехов віддав перевагу «Російській думці» В. М. Лаврова — журналу, з яким співпрацював вже не один рік.
У лютому 1901 року, вже перебуваючи в Римі, Чехов отримав коректуру, і один з його супутників, М. М. Ковалевський, розповідав: «Я бачив його після ряду годин, проведених за коректурою» Трьох сестер ". Він був не в дусі, знаходив прірву недоліків у своїй п'єсі і клявся, що більше для театру писати не буде ".
Чехов мав намір виправити текст і опублікувати «Три сестри» в березневому номері журналу; проте редакція «Російської думки» відкладати публікацію не захотіла і, не дочекавшись від автора виправленої коректури, помістила п'єсу в лютневому номері. При цьому Лавров отримав від Немировича-Данченка НЕ рукопис, а копію з одного з театральних робочих примірників, — в результаті в журнальна публікація мала близько двохсот спотворень.
Виправлений і доопрацьований автором текст в квітні 1901 року випустив окремим виданням А. Ф. Маркс, проте і в цій публікації Чехов виявив ряд спотворень. Остаточний текст «Трьох сестер» був опублікований в 7-му томі Творів Чехова, яке видавництво Маркса випустило в світ у березні 1902 року.
За кордоном п'єса вперше була опублікована на італійській мові — в журналі «Нова антологія» («Nuova Antologia») в червні — липні 1901. Ще за життя Чехова «Три сестри» були перекладені на німецьку, французьку та чеську мови; в кінці 1901 року п'єса в перекладі А. Шольца вже йшла на сцені в Берліні.

## Дійові особи

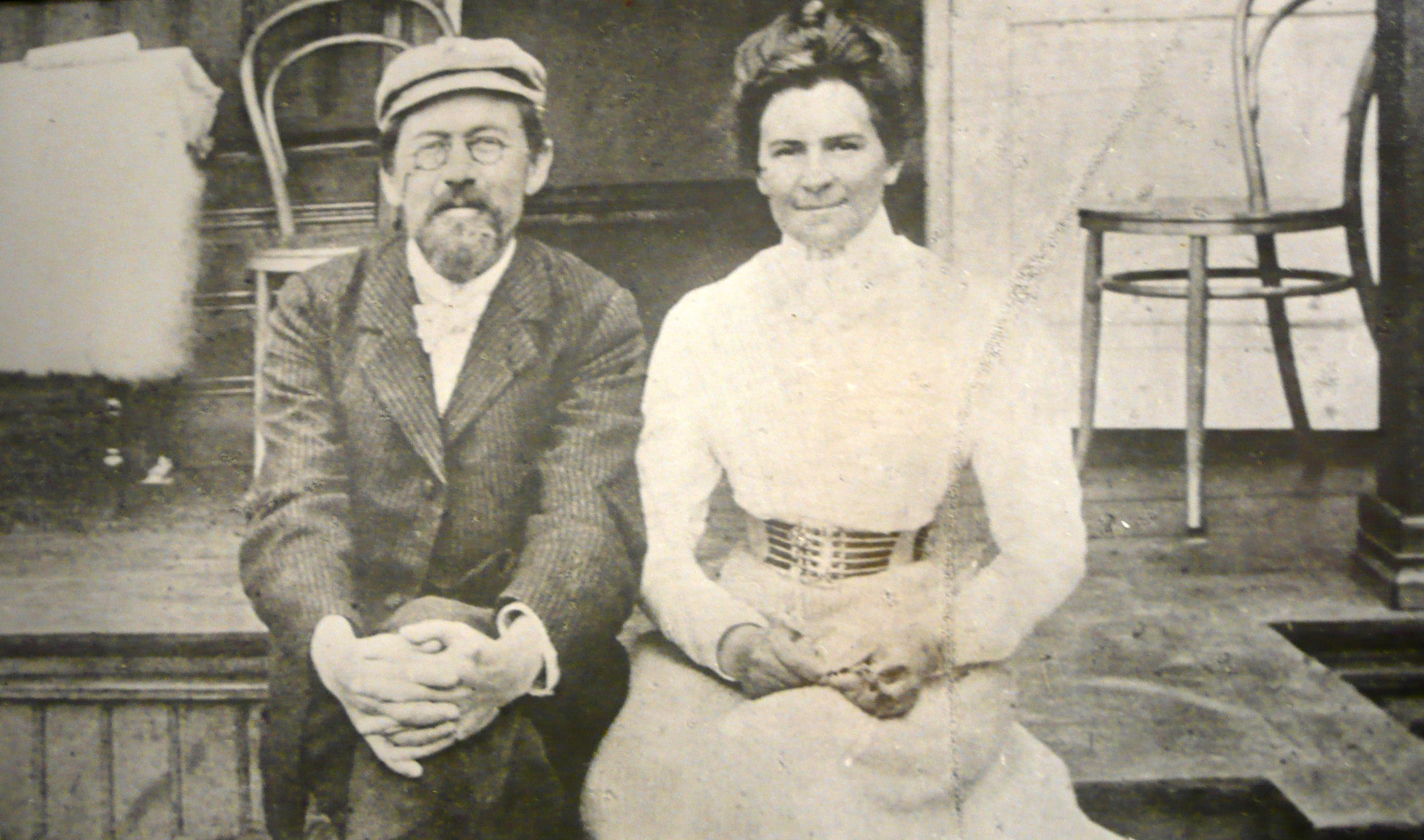
Антон Чехов з дружиною, Кніппер-Чеховою, 1901 рік.

- Три сестри Прозорови Ольга, Маша, Ірина
- Прозоров Андрій Сергійович, їх брат
- Наталя Іванівна, наречена Андрія, згодом його дружина
- Кулигін Федір Ілліч, викладач місцевої гімназії, чоловік Маші
- Вершинін Олександр Гнатович, підполковник, командир артилеристів
- Тузенбах Миколай Львович, барон, поручик полку
- Солоний Василь Васильович, штабс-капітан, що копіює поведінку літеатурного героя
- Чебутикін Іван Романович, військовий лікар, алкоголік
- Федотик Олексій Петрович, полковий підпоручик
- Роде Володимир Карпович, полковий підпоручик
- Ферапонт, старий строж земської управи
- Анфіса, нянька сестер Прозорових, стара 80 років, за роллю некомічна стара

## Особливості п'єси

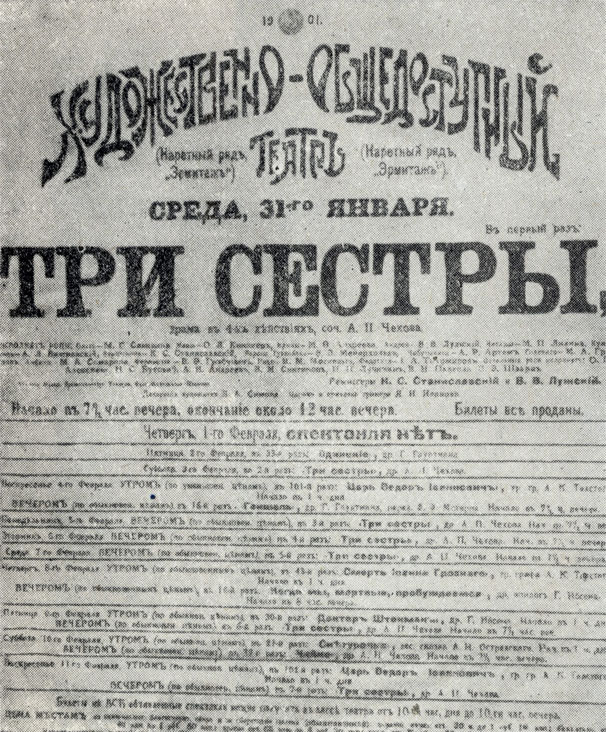
Афіша першої вистави «Три Сестри», МХТ 1901 р.

Після оприлюднення п'єси вона швидко стала предметом аналізів і вивчення. В ній не побачили звичної на той час фабули і почали трактувати це то як недолік твору, то як новітню рису. У Чехова на перший план виведений похмурий переіг тривалого і похмурого побуту, а персонажі багато розмовляють один з одним, при цьому наче не чують один одного. Аналоги своєрідної глухоти персонажів находили у п'єсах Г. Ібсена, М. Метерлінка, Г. Гауптмана. Але Чехов йшов не від копіювання, а від реальності, де було вдосталь і непорозуміння, і самотності оточуючих.
Казали про відсутність помітних поштовхів долі, що примушують персонажів робити нові вчинки і робити спроби осягнути фатальні зміни. Тим не менше драм у персонажів вистачає і у п 'єсі А. Чехова (коханці у дружини Андрія — Наталі, нещасне кохання одруженої Маші до Вершиніна (невдалого у шлюбі), батька двох доньок, алкоголізм Чебутикіна, що втрачає людську подобу, псевдогероїчна поза Солоного, що приведе до незграбної дуелі і смерті Тузенбаха). Але драми у персонажів виявляються нешвидко, у монотонному потоку дрібних подій і через діалоги персонажів.
Нарешті, пожежа у місті, котра формально не пошкодить будинок трьох сестер. Але для сестер це перебування на березі вогняного моря і чергової людської біди як нагадування, що біда ходить поряд і з домом Прозорових.
Відчуття їх життя на краю безодні, біди, що чатує на кожного в домі Прозорових, було і у акторів Художнього театру, коли у жовтні 1900 року п'єсу читали на акторських зборах — актори плакали, хоча виставу лише готували до постановки.

## Критика
Як того і хотів сам автор, читачі прочитали п'єсу пізніше, ніж вона була представлена на сцені, і перші відгуки в пресі були відгуками на спектакль. Прем'єра в Художньому театрі, що відбулася 31 січня 1901 року пройшла успішно, однак критик В. А. Ашкіназі, високо оцінивши п'єсу, в газеті «Новини дня» писав: "Не без страху думаю я про ту колізію, яка неминуче станеться між п'єсою Чехова і її виконавцями, коли вона добереться до провінції <…> її не візьмеш ні талановитою грою окремих виконавців, ні новенькими декораціями. Її можна взяти тільки загальним тоном виконання, тільки загальним ансамблем ".
Рецензента «Московського листка» Н. О. Ракшаніна не задовольнила і сама п'єса: "" Три сестри ", — писав він 3 лютого, — «це не драма, це поема, яка чудово передає сумну повість про те, як нудно і страшно жити» інтелігентним одинакам «серед безвідрадної обстановки російської провінції». Назвавши нову п'єсу Чехова «шедевром в області» поезії нудьги і вульгарності життєвої "", Ракшанін зазначив, що автор «не порушує ніяких нових питань, не порушує ніяких нових думок і обмежується лише тим, що розігрує нові варіації на стару тему» і головний недолік драми — то, що вона «не справляє враження новизни».
У той час як багатьом здавалося, ніби Чехов своїм успіхом цілком зобов'язаний мистецтву режисерів і акторів Художнього театру, Леонід Андрєєв, навпаки, вважав постановки МХТ кращими «критичними статтями» про п'єси Чехова. Про те ж в петербурзькому журналі «Театр і мистецтво» писав П. Ярцев: "Драма засліплює багатством і тонкістю фарб; на такій же висоті і її виконання трупою Художнього театру.

## Від ВДТ до Навчального театру

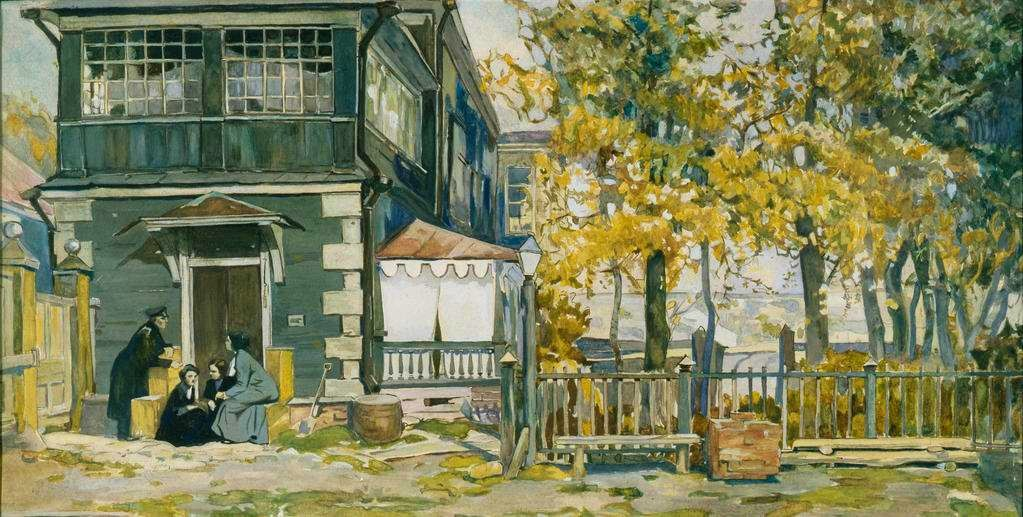
В. А. Симов (1858—1935) Ескіз декорації до вистави А. П. Чехова «Три сестри» МХТ 1901 р. Центральний театральний музей імені Бахрушина

Чехов, Три сестри, режисер В. Немирович-Данченко, 1947 р.

Після семи показів у Москві Художній театр привіз 1901 року виставу на гастролі у Петербург, де вистава мала чималий успіх, майже сенсаційний.
Непроста для постанови п'єса мала чималу привабливість для низки театральних режисерів. «Три сестри» привабили режисерів В. Немировича-Данченко, Георгія Товстоногова, Юрія Любимова, Олега Єфремова.
Ризикнули поставити непросту виставу і у Навчальному театрі Інституту театру, музики і кінематографії у Ленінграді, де було важко грати старих і літніх людей з поламаними долями зовсім молодим акторам до 22-25 років.

## Переклади
Вже влітку 1901 року п'єсу Антона Чехова переклали на італійську і оприлюднили у журналі «Нова антологія» («Nuova Antologia») М. Ферраріса Ще за життя письменника «Три сестри» були перекладені на чеську, німецьку, французьку. У перекладі А. Шольца п'єсу побачили в одному з театрів міста Берлін наприкінці 1901 року.
Українською мовою п'єсу переклав Андрій Головко.